# Cù lao Câu
Cù lao Câu, hay hòn Cau, là một hòn đảo nhỏ thuộc địa phận xã Phước Thể, huyện Tuy Phong, tỉnh Bình Thuận, Việt Nam. Nơi này nằm khoảng 110km về phía Đông Bắc so với trung tâm thành phố. 
Hòn đảo được gọi là Cù Lao Câu vì trên đảo có rất rau câu chân vịt.

## Địa lý tự nhiên
Đảo Hòn Cau cách đất liền khoảng 7 hải lý, có diện tích 140 ha.
Đảo có 7 bãi chính nằm xung quanh là bãi Trước, Tràng Dão, Ăn Cướp, bãi Tiên, bãi Nhất, Mũi Tàu và bãi Lúa.

## Khu bảo tồn biển Hòn Cau
Năm 2010, khu vực xung quanh đảo Hòn Cau được UBND tỉnh Bình Thuận ra quyết định thành lập thành Khu bảo tồn biển Hòn Cau. Toàn bộ diện tích của khu bảo tồn biển rộng khoảng 12.500 ha bao gồm cả diện tích đảo cùng vành đai bảo vệ và các vùng lõi, vùng đệm, vùng phục hồi sinh thái…
Khu bảo tồn biển Hòn Cau có hệ sinh thái đa dạng gồm rạn san hô, thảm cỏ biển… và cũng là nơi sinh sống và là bãi đẻ của nhiều loài thủy sinh vật quý hiếm, có giá trị kinh tế và sinh thái quan trọng, trong đó có rùa biển, loại động vật quý hiếm có nguy cơ bị tuyệt chủng cao. Theo đánh giá của các nhà khoa học, Hòn Cau là vùng biển có các rạn san hô nguyên thủy dài hơn 2 km, còn giữ được độ bao phủ cao với trên 230 loài san hô, trong đó có nhiều loài chỉ có ở vùng biển này.